# Heyrieux
Heyrieux é uma comuna francesa na região administrativa de Auvérnia-Ródano-Alpes, no departamento de Isère. Estende-se por uma área de 13,95 km². Em 2010 a comuna tinha 4 831 habitantes (densidade: 346,3 hab./km²).